# أرس كونجكتاندي(كتاب)

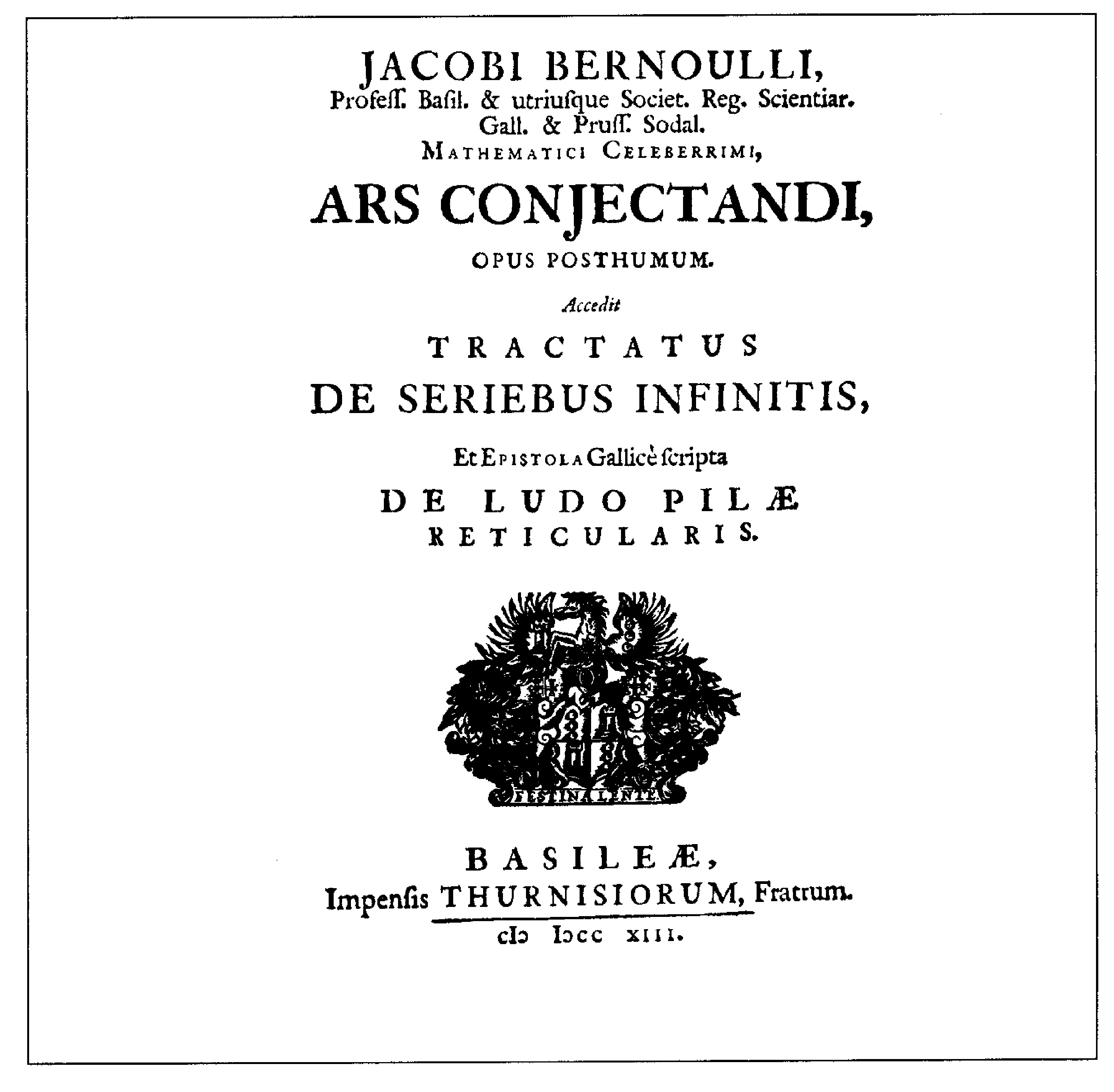

أرس كونجكتاندي (باللاتينية: Ars Conjectandi) هو كتاب كتبه ياكوب بيرنولي نُشر عام 1713، سبع سنواته بعد وفاة كاتبه.